# 三鷹事件
三鷹事件，是指1949年7月15日晚上21時23分，在盟軍佔領日本時期的東京都北多摩郡三鷹町，中央本線三鷹站，一列原有7輛車編組的列車，其中四輛63系電車在無人駕駛的情形下，突然從車庫突然開出，以時速60公里衝向車站，衝過止衝擋後翻覆，撞進了鐵路旁的商店街。有6名男性被壓在車下，造成6人死亡，20人受傷的慘劇。
無人在內的列車大暴走，可見肯定是人為造成，在列車操控系統上做手腳。但是真兇一直未能確定，此案與前後發生的國鐵相關案件下山事件、松川事件並稱為「國鐵三大謎案」。
日本政府認定案件為國鐵工會所為，意圖製造混亂，營造革命契機。警方逮捕了國勞組合的10名共產黨員，以及1名非共產黨員竹內景助，聲稱他們「共同謀議」。其中1名共產黨員有不在場證明而被釋放，其餘10人被起訴，2人更附加起訴偽證罪。
經過國勞組合的長期申訴，最高裁判所總共變更了7次裁決。9名共產黨員最終全部被判無罪。但竹內依然被判處死刑。1967年，竹內在獄中因腦腫瘤去世，享年45歲。竹內去世後，他的親屬依然在力爭重審案件要求還竹內清白。

## 外部連結
- 日本勞動年鑑 第24集 1952年版刊登的辯方主張
- 最高裁判案例（页面存档备份，存于）